# Таскудук (Сырымский район)
Таскудук (каз. Тасқұдық) — село в Сырымском районе Западно-Казахстанской области Казахстана. Административный центр Елтайского сельского округа. Код КАТО — 275843100.

## Население
В 1999 году население села составляло 889 человек (438 мужчин и 451 женщина). По данным переписи 2009 года, в селе проживало 517 человек (265 мужчин и 252 женщины).

## Уроженцы
В селе родился Н. С. Майданов, Герой Советского Союза, Герой Российской Федерации (один из четырёх человек, удостоенных обоих званий).